# معاهدة ماستريخت
معاهدة الاتحاد الأوروبي، والمعروفة باسم معاهدة ماستريخت، هي المعاهدة المؤسسة للاتحاد الأوروبي وقد اتخذت المعاهدة تسميتها من اسم المدينة الهولندية التي تم توقيع المعاهدة بها. أُبرِمَت المعاهدة في عام 1992 بين الدول الأعضاء الاثنتي عشرة في المجموعات الأوروبية، وأعلنت عن «مرحلة جديدة في عملية التكامل الأوروبي»، وذلك بشكل رئيسي في أحكام المواطنة الأوروبية المشتركة، وإدخال عملة موحدة في نهاية المطاف، و(بأقل دقة) للسياسات الخارجية والأمنية المشتركة للاتحاد الأوروبي، وعدد من التغييرات في المؤسسات الأوروبية وإجراءات اتخاذ القرار الخاصة بها، ولاسيما تعزيز صلاحيات البرلمان الأوروبي والمزيد من التصويت بالأغلبية في مجلس الوزراء. اعتبر الكثيرون هذه الأمور بمثابة نذير «لأوروبا الفيدرالية»، إلا أن المجالات الرئيسية ظلت مشتركة بين الحكومات بحيث تتخذ الحكومات الوطنية قرارات رئيسية بشكل جماعي. استمر هذا النقاش الدستوري من خلال التفاوض بشأن المعاهدات اللاحقة، وبلغ ذروته في معاهدة لشبونة عام 2007.
أصبح أكثر ما يُشار إليه في إطار الحديث عن معاهدة ماستريخت هو قواعد الامتثال، والمعروفة باسم «معايير ماستريخت»، الخاصة بالاتحاد النقدي، وذلك في أعقاب أزمة الديون التي اجتاحت منطقة اليورو منذ عام 2009.
تفاوضت المعاهدة على التوترات بين الدول الأعضاء التي تسعى إلى تكامل أعمق وتلك التي ترغب في الاحتفاظ على سيطرة وطنية أكبر؛ وذلك على خلفية نهاية الحرب الباردة وإعادة توحيد ألمانيا وتحسبًا للعولمة المتسارعة. واجهت التسوية الناتجة أول أزمة من سلسلة أزمات التصديق على معاهدات الاتحاد الأوروبي.

## محتوى المعاهدة

### الاتحاد الاقتصادي والنقدي
إنشاء تواحد اقتصادي ونقدي بين الدول الأعضاء كانت أهم نقطة ضمن محتوى المعاهدة، التي سيتم التحضير لها في ثلاث مراحل. حسب نص المعاهدة، فإنه يجب أن يدخل الاتحاد النقدي بين الأعضاء حيز التنفيذ في مدة أدناها يكون الأول من كانون الثاني/يناير 1997 وأقصاها يكون 1 يناير 1999 وأن تكون العملة الموحدة الجديدة هي اليورو. لكي تصبح أي دولة عضو مؤهلة لدخول هذا الاتحاد النقدي وجعل اليورو عملتها، يجب عليها اجتياز بعض الشروط، التي من خلالها يتم الحفاظ على ثبات واستقرار العملة الجديدة. الشروط تندرج تحت شروط مالية، وشروط أخرى تتعلق بمستوى الأسعار، الفائدة وبسعر الصرف. الشروط المالية تضع نسبة عجز في ميزانية الدولة العضو لا تنقص عن حاجز ال 3% ونسبة دين عام لا تتعدى ال 60% كأهم الشروط. تم لاحقا في عام 1997 على إضافة بنود أخرى.
من خلال التوقيع على المعاهدة، دخلت كل دولة عضو في آلية زمنية، تنتهي بالانضمام للاتحاد في حالة اجتياز جميع الشروط، ذلك بعد موافقة المجلس الوزاري للاتحاد بشكل نهائي على انضام الدولة ومدى تطبيقها واجتيازها للشروط. احتفظتا فقط كل من بريطانيا العظمى والدانمارك بحق الانضمام لاحقا لما يروهوا مناسبا لهم ولسياساتهم.

### السياسة الخارجية والأمنية المشتركة
تم تبديل «التعاون السياسي الأوروبي» من خلال «السياسة الخارجية والأمنية المشتركة» ضمن معاهدة ماسترخت. لمعظم القرارات الناتجة عن هذه السياسة، ينطبق مبدأ صوت أغلبية الأعضاء.

### جنسية الاتحاد الأوروبي
تم تشكيل جنسية أو مواطنية الاتحاد الأوروبي، التي لا تبدل الجنسية الوطنية، وإنما تكملها. يحصل كل مواطن في الدولة العضو على الجنسية الأوروبية تلقائيا. يحصل بذلك على حق الإقامة في كامل الاتحاد، لديه حق الانتخاب، وحق انتخاب أعضاء البرلمان الأوروبي بغض النظر عن مكان إقامته داخل الاتحاد

### الديمقراطية
من الأشياء الجديدة كانت وضع مستوى البرلمان الأوروبي على نفس مستوى المجلس الأوروبي من حيث إصدار بعض القرارات. كما تم تأسيس «لجنة المناطق»، التي تمثل مصالح بعض مناطق الاتحاد، على سبيل المثال تمثل ولايات ألمانيا الاتحادية والتي لها سياسات وقوانين مختلفة عن الحكومة الفيدرالية الألمانية.

### العدل والداخلية
تم إدخال تحسينات على العمل المشترك في مجال العدل والسياسة الداخلية. تماما كالركن الثاني، يتم هنا اتباع مبدأ صوت الأغلبية. للوصول إلى تعاون أحسن في هذا المجال، تم تأسيس الشرطة الأوروبية المشتركة أو اليوروبول.

### أمور أخرى
حصلت المنظمات الأوروبية من خلال معاهدة ماسترخت لأول مرة على المسؤولية الكاملة في مجالات الثقافة.

## الاتحاد الاقتصادي والنقدي

### الاتفاق الفرنسي الألماني
اضطر الرئيس الفرنسي فرنسوا ميتران في عام 1983 إلى التخلي عن محور برنامجه الاشتراكي المتمثل في تحريك النشاط الاقتصادي والأسعار بسبب المضاربات ضد الفرنك الفرنسي. التزم ميتران منذ ذلك الحين بشد ألمانيا إلى شراكة عملة موحدة. سعت ألمانيا إلى إعادة توحيدها بعد سقوط جدار برلين في أواخر عام 1989، وأعربت فرنسا والمملكة المتحدة وبقية أوروبا عن مخاوفهم بشأن إعادة التوحيد. لم يقبل ميتران طلب المستشار الألماني هلموت كول لإعادة التوحيد في عام 1990 إلا في حالة تخلي ألمانيا عن المارك الألماني وتبني عملة مشتركة. وافق كول على الصفقة دون استشارة كارل أوتو بول، رئيس البنك المركزي الألماني. كان يُنظر على نطاق واسع إلى أن تكلفة التعاون الألماني تمثل إملاءً من ألمانيا لقواعد العملة الموحدة على الرغم من هذا الفوز لفرنسا. أشار البنك المركزي الألماني إلى أن النجاح الاقتصادي لألمانيا سيكون له أولوية على مبدأ «كونه أوروبيًا جيدًا».

### أزمات آلية سعر الصرف الأوروبية
استند تمرد ماستريخت إلى تجربة الأربعاء الأسود في المملكة المتحدة. اضطرت الحكومة البريطانية في 16 سبتمبر 1992 إلى سحب الجنيه الإسترليني من آلية سعر الصرف الأوروبية؛ وذلك بعد محاولة فاشلة ومكلفة للحفاظ على سعر صرف الجنيه أعلى من الحد الإلزامي لسعر الصرف المسموح به. كان خروج الجنيه الاسترليني من آلية سعر الصرف الأوروبية بمثابة الفشل الواضح لحكومة جون ميجور؛ وتعزيز التشكك في أوروبا بشكل كبير، وجعل تجار العملة مثل جورج سوروس أثرياء. كانت آلية سعر الصرف الأوروبية هي محور النظام النقدي الأوروبي، الذي أُنشِئَ على أساس طوعي في عام 1978 للحد من «الحاجز» الذي يمثله تقلب أسعار الصرف أمام التجارة داخل الاتحاد (ولإدارة المدفوعات بموجب السياسة الزراعية المشتركة).
وقعت بريطانيا على آلية سعر الصرف في عام 1990 كدليل على التزام الحكومة بالسيطرة على التضخم (الذي كان يبلغ آنذاك ثلاثة أضعاف معدل التضخم في ألمانيا). تسببت أسعار الفائدة الألمانية المرتفعة منذ بداية عام 1990، والتي حددها البنك المركزي الألماني لمواجهة التأثير التضخمي للإنفاق على إعادة توحيد ألمانيا، في ضغوط كبيرة على كامل آلية إدارة المخاطر المؤسسية. وجدت فرنسا والدنمارك نفسيهما أيضًا تحت الضغط في أسواق الصرف الأجنبي بحلول وقت مناقشات التصديق الخاصة بهما؛ إذ كان تداول عملتيهما بالقرب من الحد الأدنى لنطاقات آلية سعر الصرف الأوروبية الخاصة بهما.

### معايير ماستريخت
نصت معاهدة ماستريخت، التي «عزمت على تحقيق التعزيز والتقارب وإقامة اتحاد اقتصادي ونقدي يشمل عملة واحدة ومستقرة»، على أن «تعتبر الدول الأعضاء سياساتها الاقتصادية مسألة تهم الجميع»، وأن تكون الالتزامات المفترضة موضوع «مراقبة متبادلة». مثّلت هذه الالتزامات، المعروفة باسم معايير ماستريخت، عتبات الأداء للدول الأعضاء للاتحاد الأوروبي للتقدم نحو المرحلة الثالثة من الوحدة الاقتصادية والنقدية للاتحاد الأوروبي، واعتماد العملة الموحدة (التي حُدِّدّت في مؤتمر مدريد الأوروبي عام 1995 باسم اليورو).
تفرض «معايير التقارب» الأربعة، كما هو مفصل في البروتوكولات المرفقة، السيطرة على التضخم، والدين العام، والعجز العام، واستقرار سعر الصرف وأسعار الفائدة المحلية، وعلى الرغم من منح مجال محدود للتصرف في ظروف استثنائية، إلا أن الالتزامات فرضت الحفاظ على:
1. التضخم بمعدل لا يزيد عن 1.5 نقطة مئوية أعلى من متوسط الدول الأعضاء الثلاث الأفضل أداءً (أوالأقل تضخمًا).
2. «وضع الميزانية» الذي يتجنب العجز الحكومي «المفرط» المحدد بنسب إلى الناتج المحلي الإجمالي تزيد عن 3% بالنسبة للعجز السنوي و60% لإجمالي الدين الحكومي.
3. سعر صرف العملة الوطنية ضمن «هوامش التقلبات الطبيعية لآلية سعر الصرف في النظام النقدي الأوروبي دون توترات حادة على مدى العامين الماضيين على الأقل».
4. أسعار الفائدة الاسمية طويلة الأجل، فيجب ألا تزيد عن نقطتين مئويتين عما هي عليه في الدول الأعضاء الثلاث ذات التضخم الأدنى.

### تفويض البنك المركزي الأوروبي
حددت هذه المعايير بدورها ولاية النظام الأوروبي للبنوك المركزية الذي يضم البنوك المركزية الوطنية، ولكن ليشمل البنك المركزي الأوروبي الذي من المحتمل أن يصدر العملة في المستقبل. قالت المعاهدة أيضًا إن البنك المركزي الأوروبي حل محل مؤسسة النقد الأوروبية المؤقتة في 1 يونيو 1998، وبدأ ممارسة صلاحياته الكاملة مع طرح اليورو في 1 يناير 1999.
كرست المعاهدة النظام المصرفي المركزي للاتحاد الأوروبي لتحقيق استقرار الأسعار، ومنحته «درجة من الاستقلال عن المسؤولين المنتخبين» أكبر حتى «من نموذجه المفترض، البنك المركزي الألماني». يُعد البنك المركزي الألماني «ملزم بدعم السياسة الاقتصادية العامة للحكومة الفيدرالية الألمانية»، وذلك بناءً على المادة 12 من دستوره، وذلك في حين أن التزام البنك المركزي الأوروبي «بدعم السياسات الاقتصادية العامة في المجتمع» يجب أن يكون «بدون المساس» باستقرار الأسعار، وهو «الهدف الأساسي» للبنك. يتعزز هذا الشرط بالفهم الصريح بأنه «لا يجوز للبنك المركزي الأوروبي، ولا البنك المركزي الوطني، ولا أي عضو في هيئات صنع القرار الخاصة به، أن يطلب أو يأخذ تعليمات من مؤسسات أو هيئات المجتمع من أي حكومة لدولة عضو أو من أي هيئة أخرى».
حرصت معاهدة ماستريخت على تعزيز استقلالية البنك المركزي الأوروبي ومنع استخدام نظام مصرف العملة الموحدة في تنظيم الأسواق المالية الأوروبية لدعم سياسات من المحتمل أن تؤدي إلى التضخم؛ وتحظر المعاهدة صراحة على البنك المركزي الأوروبي أو أي دولة عضو توفير «تسهيلات السحب على المكشوف أو أي نوع آخر من التسهيلات الائتمانية» إلى «مؤسسات أو هيئات المجتمع، أو الحكومات المركزية، أو السلطات الإقليمية أو المحلية أو غيرها من السلطات العامة، أو الهيئات الأخرى التي يحكمها القانون العام، أو المؤسسات العامة للدول الأعضاء»، أو شراء أدوات الدين منها.

## وصلات خارجية
- (بالإنجليزية) نص معاهدة ماسترخت بالإنغليزية